# Miniigrzyska Pacyfiku
Miniigrzyska Pacyfiku (do 2005 roku Miniigrzyska Południowego Pacyfiku) – zawody sportowe rozgrywane co cztery lata (rok po letnich igrzyskach olimpijskich), w których startują sportowcy z krajów i terytoriów położonych w Oceanii.
Igrzyska są rozgrywane w wielu dyscyplinach sportowych. 

## Edycje
| Edycja | Rok  | Gospodarz  |
| ------ | ---- | ---------- |
| I      | 1981 | Honiara    |
| II     | 1985 | Rarotonga  |
| III    | 1989 | Nukuʻalofa |
| IV     | 1993 | Port Vila  |
| V      | 1997 | Pago Pago  |
| VI     | 2001 | Norfolk    |
| VII    | 2005 | Koror      |
| VIII   | 2009 | Rarotonga  |
| IX     | 2013 | Mata Utu   |
| X      | 2017 | Vanuatu    |
| XI     | 2022 | Saipan     |
| XII    | 2025 | Koror      |

## Wyniki
- 2005 → Turniej zapasów